# 太田博昭
太田 博昭（おおたひろあき、1949年 - ） は、フランス・パリ在住の精神科医。パリ大学医学部サンタンヌ病院（Hospital Sainte Anne）・邦人専門精神科外来医師、在フランス日本大使館顧問精神科医。

## 人物・来歴
北海道出身。1978年札幌医科大学卒業の後、同大学精神科、および砂川市立病院精神科勤務。1984年、フランス政府給費留学医師としての留学を機に、パリに留まる。渡仏のきっかけはカルチャーショックの研究。1989年、パリ市内に邦人医療相談室を開設。「パリ症候群」という造語を発案し、同名の著書（トラベルジャーナル社、1991年）を著している。
現在はフランス・パリのみならず、欧州全域へ渡航する日本人や国際カップルのメンタルヘルス対策を行っている。
欧州日本人医師会副会長で、同会フランス精神科担当。